# Chili con carne
Il chili o chili con carne (o anche chilli) è un piatto molto comune negli Stati Uniti e in Messico, costituito da uno stufato piccante con peperoncino, carne (solitamente di manzo) e spesso pomodori e fagioli. La sua origine e anche la sua definizione sono contrastanti. Il chili divenne popolare a San Antonio, in Texas, nella metà del XIX secolo, venduto da venditrici ambulanti di origine messicana chiamate reinas del chili, "regine del chili".

## Descrizione
La versione "standardizzata", spesso preparata usando pacchetti con gli ingredienti pre-confezionati in vendita nei supermercati, consiste in carne macinata, fagioli, pomodori, peperoncini piccanti (si utilizza in genere lo jalapeño, varietà di media grandezza coltivata in Messico), cipolle, origano, mais, cumino e altre spezie; a volte vengono aggiunti formaggio cheddar e panna acida ed il piatto viene servito con i nachos. Gli intenditori di chili, tuttavia, dibattono intensamente se la denominazione del piatto comprenda la carne o meno e se fagioli e pomodori facciano parte della ricetta tradizionale.
Negli Stati Uniti la preparazione del chili può essere una vera passione, che si manifesta in eventi (chili cook-offs), spesso all'aperto, dove molti intenditori competono per il miglior prodotto preparato secondo ricette segrete, spesso tramandate nell'ambito della famiglia.

## Nella cultura di massa
In molti episodi della serie televisiva Colombo si vede il protagonista farsi servire il chili.